# René Taton

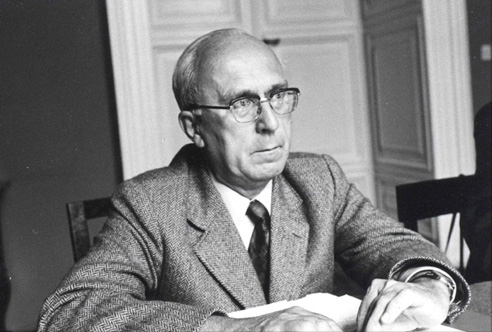
René Taton

René Taton (* 4. April 1915 in L’Échelle, Département Ardennes; † 9. August 2004 in Ajaccio auf Korsika) war ein französischer Mathematik- und Wissenschaftshistoriker. Von 1954 bis 1971 war Taton Direktor des Internationalen Wissenschaftsrats (ICSU).

## Leben
René Taton kam 1915 in der kleinen Gemeinde L’Échelle in den Ardennen zur Welt. Er studierte zuerst an der École normale in Charleville-Mézières und später in Nancy. Seinen Abschluss machte er 1935 an der École normale supérieure Lettres et sciences humaines (kurz ENS LSH) in Fontenay/Saint-Cloud. Als Ancien élève gehörte er zu dem spezifisch französischen, von Außenstehenden oft als undurchdringlich empfundenen Beziehungsnetz der Ehemaligen dieser Grande école. Anschließend war er für zwei Jahre an der Sorbonne.
1941 erhielt Taton sein Agrégé de mathématiques und wurde Gymnasiallehrer. 1951 promovierte er bei Gaston Bachelard über Gaspard Monge und zusätzlich über Gérard Desargues (beide wichtig für die Geschichte der Perspektive). Ab 1952 war er Wissenschaftler am CNRS in Paris und ab 1964 zusätzlich an der École pratique supérieure. Er war mit Suzanne Delorme Herausgeber der Revue d'histoire des sciences und leitete mit Pierre Costabel das „Centre Alexandre Koyré“. 1954 bis 1971 war er als Nachfolger von Pierre Sergescu (Ex-Direktor der rumänischen École Polytechnique) Direktor des Conseil international pour la science (ICSU) der UNESCO. 1957 gründete er mit Fernand Braudel und Alexandre Koyré die Sektion für Wissenschaftsgeschichte der École des Hautes Études en Sciences Sociales, die er als Nachfolger von Koyré 1964 bis 1983 leitete.
Noch kurz vor seinem plötzlichen Tod im Alter von 89 Jahren arbeitete Taton an einer Edition der Schriften Gaspard Monges, dessen Werdegang und Entdeckungen er zeitlebens einen großen Teil seiner Forschungsarbeit gewidmet hatte.

## Ehrungen
1975 wurde René Taton mit der George-Sarton-Medaille ausgezeichnet, 1997 erhielt er den Kenneth-O.-May-Preis und die Koyré-Medaille.

## Werke

### Hauptwerke
Auswahl nach International Dictionary of Intellectual Historians (IDIH)
- Pour continuer le calcul intégral (collection de l´Abbé Moreux), um 1945
- Histoire du calcul, Que sais-je ?, 1946
- L'Histoire de la géometrie descriptive, 1954
- Causalités et accidents de la découverte scientifique, 1955
- La science contemporaine, 1961 [Abelès, Florin]
- mit Albert Flocon: La Perspective, P.U.F., coll. Que-Sais-je ?, 1963
- mit Jean-Paul Flad: Le calcul mécanique, P.U.F., coll. Que-Sais-je ?, 1963
- Les origines de l'Académie royale des sciences, 1965
- Herausgeber und Mitautor: Histoire générale des sciences, 4 Bände (rund 3270 Seiten), 1957 bis 1964, Neuauflage 1966–1983 und 1996 bei der Presse Universitaire de France (PUF).
- Derniers écrits, 2000 (zusammengestellt von R. Halleux)

### Weitere Veröffentlichungen
- Évariste Galois. In: Dictionary of Scientific Biography, Bd. 5, New York 1972, S. 259–265.
- Les relations d'Évariste Galois avec les mathématiciens de son temps. In: Revue d'histoire des sciences et de leurs applications 1,1 (1947), S. 114–130.
- Évariste Galois and His Contemporaries. In: Bulletin of the London Mathematical Society 15 (2) (1983), S. 107–118.
- Sur les relations scientifiques d'Augustin Cauchy et d'Évariste Galois. In: Revue d'histoire des sciences et de leurs applications 24,2 (1971), S. 123–148.
- Évariste Galois et ses biographes. De l'histoire aux légendes. In: Un parcours en histoire des mathématiques. Travaux et recherches. Nantes, 1993, S. 155–172.
- La géométrie projective en France de Desargues à Poncelet, Paris 1951
- Diverse Artikel über Gaspard Monge: Zusammenstellung des Centre Alexandre Koyré (Memento vom 13. April 2009 im Internet Archive)

1951 gab er die mathematischen Werke von Desargues heraus (Presse Universitaire de France).